# King Dude
King Dude, właśc. Thomas Jefferson Cowgill (TJ Cowgill) – amerykański muzyk, kompozytor, wokalista i autor tekstów. Członek deathmetalowej formacji Book of Black Earth oraz blackmetalowych zespołów ORVKKL i Cross. Był także członkiem zespołów Teen Cthulhu i The Powers of Darkness Shall Rain Blood Upon This City for 500 Years. W 2010 roku ukazał się debiutancki album solowy muzyka zatytułowany Tonight'S Special Death. W swej twórczości odwołuje się m.in. do indie rocka oraz americany.

## Dyskografia
Albumy
- Tonight'S Special Death (Disaro, 2010)
- Love (Dais Records, 2011)
- Burning Daylight (Ván Records, 2012)
- Fear (Ván Records, 2014)
- Songs of Flesh & Blood – In The Key of Light (Not Just Religious Music, 2015)
- Sex (Ván Records, 2016)
- Music to Make War To (Ván Records, 2018)

Minialbumy i single
- My Beloved Ghost (Bathetic Records, 2010)
- The Black Triangle (Clan Destine Records, 2010)
- Urfaust & King Dude – Spiritus Nihilus / Pagan Eyes Over German Skies (Ván Records, 2013)[6]
- Chelsea Wolfe & King Dude – Sing Songs Together... (Sargent House, 2013)[7]
- King Dude & Drab Majesty – Who Taught You How To Love (Dais Records, 2016)[8]
- Julee Cruise & King Dude – Sing Each Other's Songs For You (Not Just Religious Music, 2016)[9]

## Teledyski
| - "I Know You're Mine" (2012, reżyseria: TJ Cowgill) - "Holy Land" (2012, reżyseria: Emily Denton) - "Jesus In The Courtyard" (2012, reżyseria: Angel Ceballos) - "Lay Down in Bedlam" (2014, reżyseria: Marielle Stobie) |  | - "Death Won't Take Me" (2015, reżyseria: David Fitt) - "I Wanna Die at 69" (2016, reżyseria: David Thelen) - "Fear Is All You Know" (2016, reżyseria: Marielle Stobie) |

## Filmografia
- "Deal With The Devil" (2016, reżyseria: Daniel Garcia)[15]